# Ctenucha andrei
Ctenucha andrei är en fjärilsart som beskrevs av Rothschild 1912. Ctenucha andrei ingår i släktet Ctenucha och familjen björnspinnare. Inga underarter finns listade i Catalogue of Life.